# Sucellos

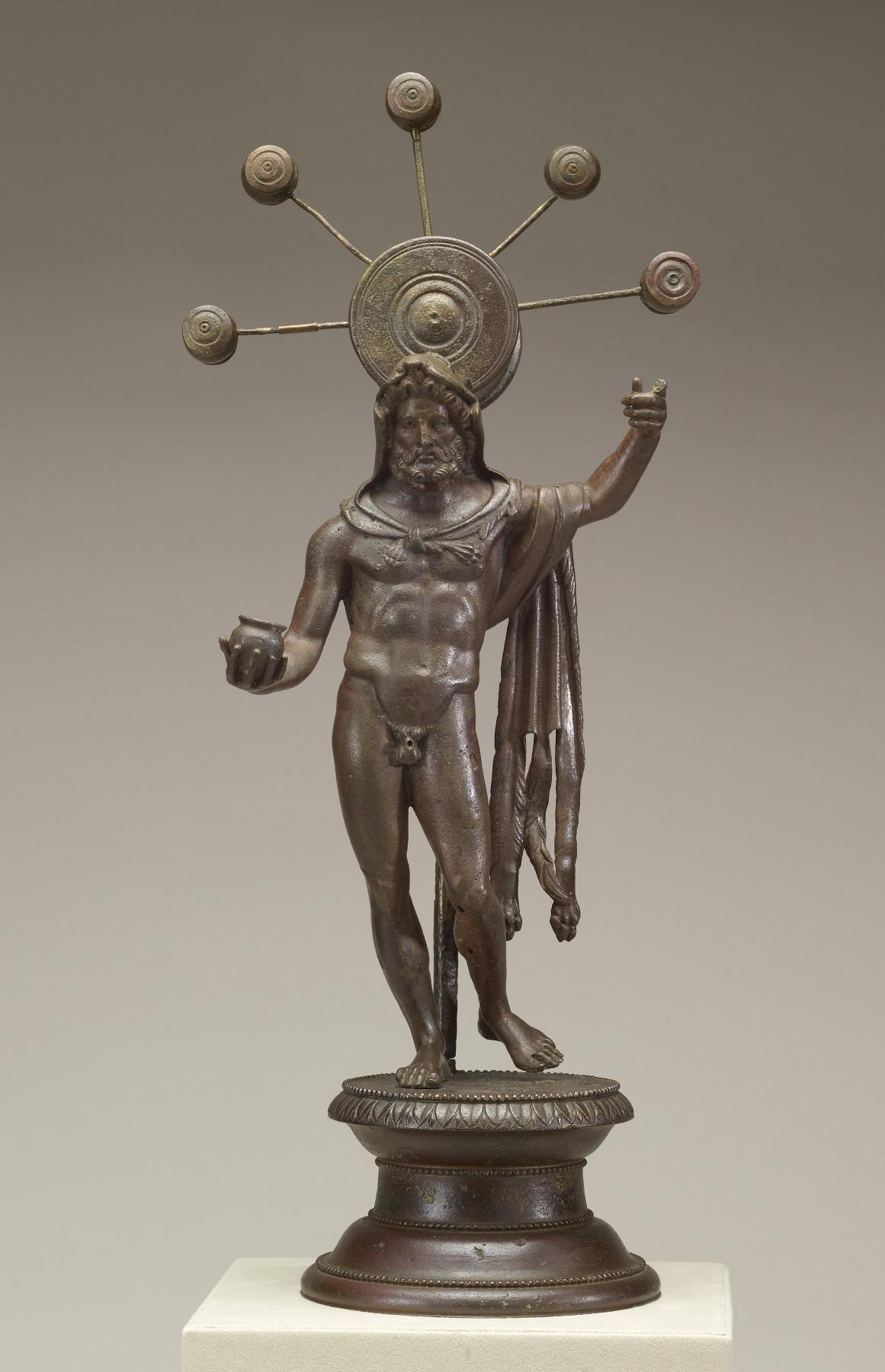
Cette statue de Sucellus est la plus ancienne représentation connue du dieu (vers le Ier siècle). Elle a été trouvée dans une demeure romaine en France et se situait dans un sanctuaire privé (lararium). Walters Art Museum, Baltimore.

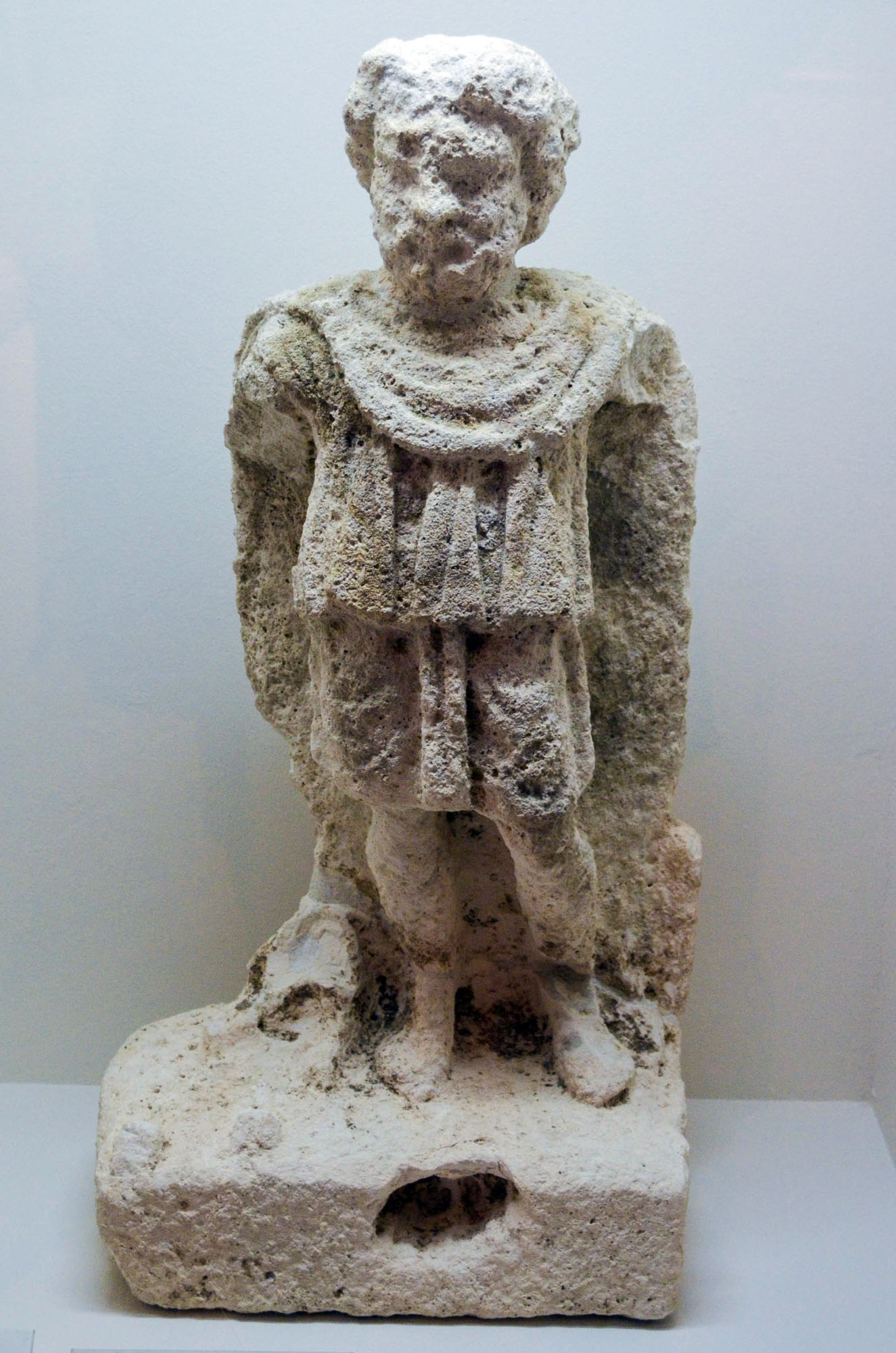
Statuette de Sucellus, musée gallo-romain de Fourvière, Lyon.

Sucellos, latinisé en Sucellus, est une divinité de la mythologie celtique gauloise.

## Onomastique
Le nom du dieu signifierait « bon frappeur » ou « tape dur ». Le théonyme est composé du préfixe su- qui signifie « bon, bien » et de cellos qui désigne le marteau (ou frappeur).

## Iconographie
À en juger par ses plus de 200 représentations, Sucellos était l'un des plus grands dieux celtiques gaulois.
Ce dieu est connu essentiellement en Gaule, mais tous les éléments le concernant (représentation sur une monnaie des Unelles, quelques inscriptions et des statuettes en bronze) sont d'époque gallo-romaine.
Il apparaît comme âgé et barbu, vêtu à la gauloise d'une longue blouse serrée à la taille et de braies collantes, parfois avec des bottes. Outre le maillet (ou le merlin), il est représenté avec des ustensiles alimentaires : chaudron, tonnelet, amphore vinaire. Il arrive que le maillet soit remplacé par une faucille et que le pied du dieu soit posé sur un tonnelet.
Il est parfois accompagné d'un chien.

## Syncrétisme
Au moins onze inscriptions à Sucellus sont connues, principalement en Gaule. Une inscription (RIB II, 3 / 2422.21) a été trouvée à Eboracum (York moderne) en Grande-Bretagne.

### Sylvanus
Dans une inscription trouvée à Augusta Rauricorum (Augst moderne), Sucellus est identifié avec Silvanus:
In honor(em) / d(omus) d(ivinae) deo Su / cello Silv(ano) / Spart(us) l(ocus) d(atus) d(ecreto) d(ecurionum)
Le syncrétisme entre Sucellus et Silvanus peut également être vu dans l'œuvre de la Gaule narbonnaise.

### Thor
Sucellos présente de fortes similitudes avec le dieu nordique Thor.
L'archéologue Jean-Jacques Hatt met en avant deux possibilités:
- Les ressemblances entre les deux dieux pourraient résulter d'une origine commune datant de l'Âge du Bronze, quand la partition entre cultures celtes ou préceltiques d'une part et prégermaniques d'autre part n'est pas encore nette entre l'Allemagne du Sud et celle de l'Ouest[1]. La séparation entre les deux groupes daterait alors du début de l'Age du Fer, plus exactement des pérégrinations des guerriers hallstattiens, porteurs de l'épée longue[1].
- Autre possibilité, à une période beaucoup plus basse (IIIe – IIe siècle avant J.C.), le Sucellos gaulois aurait aussi pu contaminer le Thor germanique, comme le Teutatès celtique aurait déteint sur l'Odin germanique[1].

Hatt note par ailleurs que ces deux théories ne sont pas exclusives, « une origine ancienne celto-germanique de Sucellus et de Thor, comme entre Teutatès et Odhin, aurait pu faciliter les échanges et les syncrétismes entre les deux panthéons, le germanique et le celtique »

### Charun
Quelques auteurs comparent Sucellos au dieu Charun de la mythologie étrusque qui lui aussi tient un marteau à la main et remplit la même fonction de psychopompe et dieu de la mort, un autre dieu (Dis Pater pour les celtes et Aita pour les étrusques) étant dans les deux cas le roi ou seigneur des enfers.

## Fonction
Sucellos a été honoré par les bûcherons, les brasseurs, les tonneliers, les carriers, les constructeurs de radeaux.

### Un dieu de la vie et de la mort
Il est le seul dieu gaulois qui ait un caractère tant soit peu infernal.
Comme le Dagda irlandais, Sucellos tue et ressuscite avec son maillet, dont il tient le long manche en appui sur le sol, et en tenant un petit récipient à boisson dans l'autre main. Il se tient droit, son pied reposé sur un tonneau, peut-être symbole de réserve de survie. Il aide les mourants à passer sans crainte dans l'au-delà.

### Un dieu des récoltes
Sucellos est une divinité champêtre, un dieu agraire, protecteur des récoltes et des troupeaux. Sucellos est un dieu « dispensateur d'aliments ». Il est le détenteur de la prospérité, symbolisée par cet autre attribut qu’est le petit chaudron, dans sa main droite. C’est un dieu de la nature nourricière et des plantations.
Sucellos est aussi considéré comme le dieu de la bière.

## Parèdre
Sa parèdre est Nantosuelte, qui est une représentation de la fécondité. Sucellos et Nantosuelte sont associés sur un autel découvert à Sarrebourg et sur lequel on peut lire l'inscription suivante :
Deo Svcello /
Nantosvelte /
Bellavsvs Mas /
se Filivs V(otum).S(olvit).L(ibens).M(erito)
Ceci peut être traduit : « Pour le dieu Sucellos et Nantosuelte, Bellausus, fils de Massa, a volontairement et à juste titre accompli son vœu ».

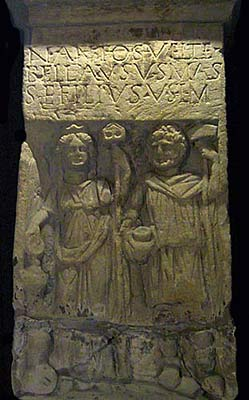
Autel de Sucellos et Nantosuelte à Sarrebourg.
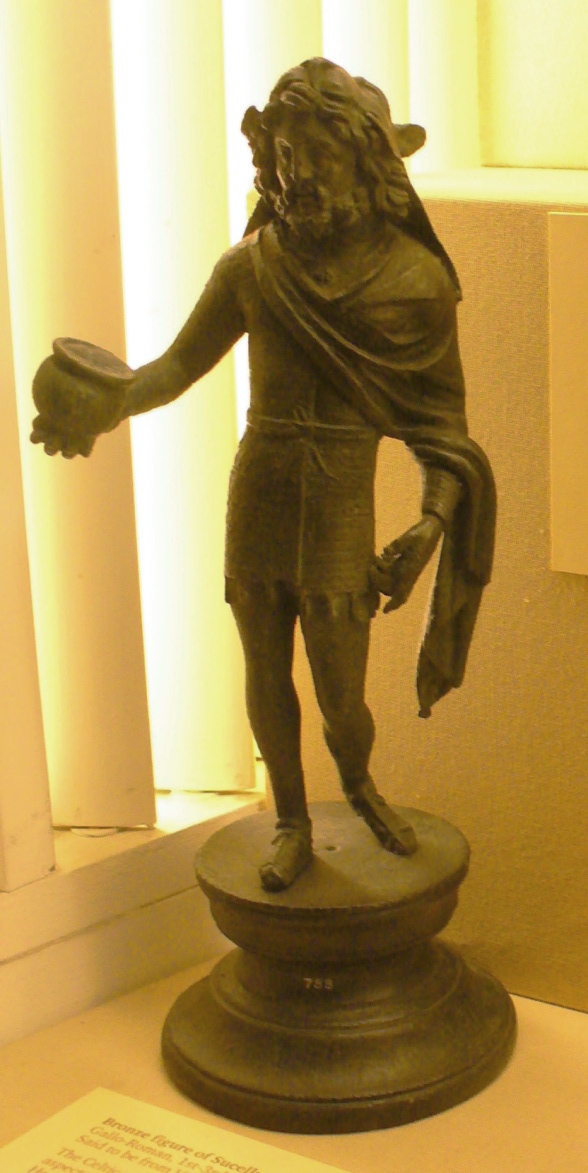
Sucellus de Vienne.

## Localisation
Sucellos est un dieu gaulois. De fait, il semble avoir été particulièrement honoré en Rhénanie et dans la partie orientale de la Gaule, en Narbonnaise, à l'époque gallo-romaine. Une inscription a également été trouvée en Grande-Bretagne.
Une statue de Sucellus trouvée à Vienne, dans une grande maison aménagée au IIe siècle. Le dieu gaulois est représenté portant une barbe et vêtu à la gauloise. La divinité tend de la main droite un petit pot (olla) et tient de l'autre un maillet appuyé sur son épaule. Un chien est couché à ses pieds.

## Équivalences
- Sucellos est l'équivalent gaulois du dieu irlandais Dagda, sans en être l'exacte réplique. En effet, en tant que dispensateur de richesses, protecteur de l’artisanat et de l’agriculture, il relève de la troisième fonction productrice (les deux autres étant la classe sacerdotale des druides, et la classe des guerriers), alors que Dagda, dans la tradition irlandaise, relève de la première fonction, dite sacerdotale.
- Il a été assimilé au dieu romain Sylvain, dieu de la végétation[15], surtout en Gaule Narbonnaise.
- Paul-Marie Duval a émis l'hypothèse d'une proximité avec un autre dieu souverain latin, Dis Pater[16].
- Anne Lombard-Jourdan l'analyse en avatar du dieu Cernunnos[17].
- Des liens forts entre Sucellos et Thor ont également été mis en avant[1].
- Bernard Sergent le compare à Vishvakarma.

## Dans la culture
- Sucellos fait partie des nombreux dieux cités dans la série de bande dessinée Astérix.